# Kabankalan
Kabankalan (officiellt City of Kabankalan) är en stad i Filippinerna. Den ligger i provinsen Negros Occidental i regionen Västra Visayas och har 149 769 invånare (folkräkning 1 maj 2000).
Staden är indelad i 32 smådistrikt, barangayer, varav 20 är klassificerade som landsbygdsdistrikt och 12 som tätortsdistrikt.